# Scinax angrensis
Scinax angrensis là một loài ếch trong họ Nhái bén. Chúng là loài đặc hữu của Brasil.
Các môi trường sống tự nhiên của chúng là các khu rừng ẩm ướt đất thấp nhiệt đới hoặc cận nhiệt đới, sông, và ao. Loài này đang bị đe dọa do mất môi trường sống.